# Цистинурија
Цистинурија (лат. Cystynuria) је аутозомно рецесивни генетички поремећај метаболизма који се карактерише поремећајем транспорта цистина и дибазичних аминокиселина (аргинина, лизина, орнитина) на енгл. "brusch border" мембрани тубула бубрега и мембрани интестинума (црева) што доводи до њиховог неконтролисаног губитка мокраћом и столицом..
Нормално се мокраћом излучује 100 мг цистина дневно. Болесници са различитим подтиповима хетерозиготне цистинурија излучују до 300 мг цистина на дан, док они се хомозиготном цистинуријом, која „напада“ једну од 1000 особа, излучују и преко 600 мг цистина мокраћом дневно.
Мокраћом се у цистинурији излучује цистин у великим количинама, па је мокраћа презасићена цистином чија је растворљивост мала, нарочито у киселој мокраћи, и зато се он може таложити у мокраћном систему и стварати цистинске каменове (калкулусе).

## Историја
Цистинурију је 1810, први описао Воластон као различите врсте мокраћних каменова у мокраћној бешици и сковао термин цистични оксид. Берзелиус у препаратима открива да се камен не састоји из оксида, и он је ту супстанцу назвао цистин, јер је материјал потицао из бешике. Године 1908, сер Арчибалд Герод идентификовао је цистинурију као један од оригиналних "урођених поремећаја метаболизма". Хеј и сарадници и Дента и Роуз су утврдили ненормално излучивање дибазичних амино киселина лизина, аргинина, и орнитина, код особа са цистинуријом. Године 1955, Харис и сарадници наводе да је комплексан аутозомно рецесивни-образац наслеђивања одговоран за појаву цистинурије. Године 1961, Милн и сарадници доказали су смањену апсорбцију у цревима дибазичних амино киселина код особа са цистинуријом.
Године 1954, док је проучавао осетљивост коже на пеницилин и његове деривате, Табачник је приметио да је један од деградационих производа пеницилина, пенициламин, реаговао са цистином и формирао мешовити дисулфид, пенициламин цистеина. Године 1963, Кравел и други истраживачи први користе пенициламин за лечење пацијената са цистинуријом.
У последњих неколико година, разумевање генетичких и молекуларних компоненти цистинурије је значајно узнапредовао. У 1993, Ли са сарадницима клониранли су људски cDNA (rBAT енгл. renal basic amino acid transporter) на хромозому 2, шифрован за транспорт протеина за амино киселине цистин и дибазичну амино киселину. Године 1997, Бискегли и други истраживачи идентификованли су тип 3 цистинурије на ланцу 19к13.1.

## Епидемиологија
Цистинурија је релативно ретко хередитарно обољење са аутозомно рецесивним обликом наслеђа и учесталошћу од 1:7000 новорођене деце. Типични животна доб за појаву цистинурије је друга или трећа деценији живота. Код око двадесет пет одсто пацијената (са симптомима болести) прва појава калкулуса (каменова) манифестује се у првој деценији живота, а око 30% до 40% њих прве симптоме доживели су као тинејџери. Око 20% до 40% особа са цистинуријом испољава и мешовите облике поремећаја: хиперкалциурија (19%), хипоцитратурија (44%), а хиперурикозурија (22%).
Хомозиготна цистинурија карактерише се доживотним симптомима болести, повратном појавом калкулуса у мокраћном систему чију појаву је тешко контролисати конзервативним медицинским процедурама. У принципу, више од 50% асимптоматских хомозиготних цистинурија праћено је развојем каменова у бубрегу. Код седамдесет пет одсто пацијената из ове групе присутна је и обострана појава каменова.
Стопа рецидива после хируршких интервенција присутна је у 45% након 3 месеца без лечења од стране лекара. Стопа рецидива уз медицински третман је мања и износи око 25% након 3 године после операције, али је и даље инфериорана у односу на стопу поновног јављања код других врста калкулуса.
Симптоматологија болести је слична оној код других врста бубрежних калкулоза и обухвата бубрежне колике, хроничне инфекције мокраћног система код младих особа са каменом у бубрегу у породичној историји болести.
Компликације цистинуриа су хипертензија, бубрежне инсуфицијенције, повратне инфекције камена у мокраћном систему и бубрегу, па чак и у завршној фази бубрежне болести.

## Етиологија
Цистинурија је релативно ретко хередитарно обољење са аутозомно рецесивним обликом наслеђа и учесталошћу од 1:7000 новорођене деце. Хередитарни поремећај трансепителног транспорта цистина и
дибазичних аминокиселина (аргинина, лизина, орнитина) на "brusch border" мембрани тубула бубрега и мембрани интестинума (црева) и доводи до њиховог неконтролисаног губитка мокраћом и столицом.
Трансепителни транспорт аминокиселина је сложени, двостепени, процес. У првом степену транспорта честице се преко "brusch border" мембране уносе у епителну ћелију а у другом степену се преко базолатералне мембра не секретује из ћелије у перитубуларни простор.
Сматра се да на "brusch border" мембрани постоје два сепаратна носачка система (један високо афинитетни за који се „такмиче“ цистин и лизин, по досадашњим сазнањама он је измењен у цистинурији и други нискоафинитетни транспортер који не везује лизин уопште). У недостатку носача за ресорпцију нересорбоване аминокиселине оптерећују мокраћу својом повећаном концентрацијом, при чему само нересорбовани цистин има клиничку манифестацију - рецидивантног бубрежнуог камења. Његова концентрација у мокраћи у цистинурији је далеко већа од оптималне растворљивости (од 250 мг цистина на литар мокраће), те доводи до формирања цистинских кристала као језгра будућих цистинских каменаца.

## Генетика
Још пре више од 40 година у односу на интестинални а не ренални поремећај транспорта, Розенберг класификује хетерозиготне носиоце поремећаја у три типа:
- Тип I: одсутан интестинални транспорт цистина,
- Тип II: нормални интестинални транспорт за цистин али одсутан задибазичне киселине
- Тип III: нормалан интестинални аминокиселински транспорт.

Сви хомозиготни носиоци болести и хетерозиготи тип II имају концентрацију цистина у мокраћи далеко изнад његове границе растворљивости и стварају каменце.
Цистински транспортни ген, лоцираан на кратком краку другог хромозома назван SLA3A1, (ген одговоран за тип I цистинурију) најчешће се описује као мутиран, док тип II и III имају локус измењеног гена на дугом краку 19 хромозома.
| Тип цистинурије | Концентрација цистина у мокраћи |
| --------------- | ------------------------------- |
| Хетерозигот     |                                 |
| I/N             | < 200 mg/24 h                   |
| II/N            | 200-400 mg/24 h                 |
| III/N           | > 200 mg/24 h                   |
| Хомозигот       |                                 |
| I/I             | 600-1.400 mg/24 h               |
| I/III           | 600-1.400 mg/24 h               |
| III/III         | 600-1.400 mg/24 h               |

## Патофизиологија
Цистинурију карактерише неадекватна реапсорпција цистина у проксимално савијеним тубулима бубрега након филтрирања аминокиселина у гломерулима бубрега, што доводи до прекомерне концентрације ове аминокиселине у мокраћи. Она је једна од неколико урођених грешака у метаболизму укључених у Гародову тетраду. Болест се приписује недостатку у транспорту и метаболизму аминокиселина.
Цистин се може исталожити из мокреаће, ако је мокраћа неутрална или кисела, и током тог процеса може формирати кристале или камење у бубрезима, уретерима или бешици (види табелу).

## Лечење пацијената са цистинским каменовима
Уклањање бола
Уклањање бола изазваног бубрежним коликама може се постићи применом следећих препарата: Диклофенака (Волтарен), Индометацина, Хидроморфин-хидрохлоридa, + Атропин сулфат (Dilaudid-Atropin), Метамизола, Пентазоцина и Трамадола.
Лечење треба заппочети са нестероидним и неопиоидним аналгетицима и мдругим алтернативним лековима у случају да бол перзистира. Диклофенак има утицај на гломеруларну филтрацију код пацијената са редукованом реналном функцијом, али не и код пацијената са нормалном бубрежном функцијом. Када се очекује спонатана пасажа камена, примена 50 милиграмских супозиторија или таблета диклофенака, два пута дневно, током 30-10 дана може бити корисна у редуковању уретералног едема и ризика од рекурентног бола.
Пасажа камена и евалуација бубрежне функције треба да буду потврђене одговарајућим методама. Спонтано
елиминисани каменови требају бити анализирани. У случају да се уклањање или смањење бола не може постићи медикаментима, врши се дренажа стентирањем, перкутаном нефростомијом или другим методама уклањања камена.
Спречавање стврања каменова
Повећан унос течности каји треба да обезбеди волумен мокраће од 3000 мл у току 24 сата. Да би се постигне овај циљ пацијент треба конзумирати сваког часа најмање 150 мл течности.
Алкализација мокраће. Треба је спровести тако да пХ мокраће буде изнад 7,5. Ово се може постићи уносом калијум цитрата у дози од 30-10 mmол у две до три одвојене дозе.
У пацијената са 24 часовном екскрецијом цистина испод 3-3,5 mmол примена 3-5 г аскорбинске киселине може бити од користи.
Код високе ексреције цистина неопходно је применити тиопронин 250 до 2000 мг/дневно или каптоприл (75 до 150) мг/дневно.
Лечење лековима
Конзервативне мере, као што су увећан унос течности и алкализација мокраће, у принципу нису довољне за контролу цистинских каменова. Од лекова се користи;
- Д-пенициламин. Он смањује количину цистина у мокраћи. Растворљивост цистина зависи од pH-мокраће (расте са повећањем pH-мокраће). Д-пенициламин је релативно токсичан лек (оштећује јетру, бубреге и костну срж). Почетна доза је 250 мг дневно, подељена у 3 до 4 појединачне дозе, које се могу повећати све до 2 грама/дневно (уз мерење цистина у мокраћи). Уз пенициламин треба узимати и пиридоксин (витамин Б6), и то 25 до 50 мг/дневно.
- Меркаптопропионилглицин се боље подноси од пенициламин. Он се веже за цистин и са њим ствара растворљиви комплекс. Тиме се може успорити стварање нових каменова. Доза се титрира зависно од вредности цистина у двадесетчетворочасовној мокраћи. Почетна доза је 200 до 300 мг дневно, и то један сат пре или 2 сата после јела. Нежељена дејства нису ретка: температура, мучнина, повраћање, оспа, лупусни синдром, смањен осећај и различити хематолошки (крвни) поремећаји[19].